# Седов, Лев Львович

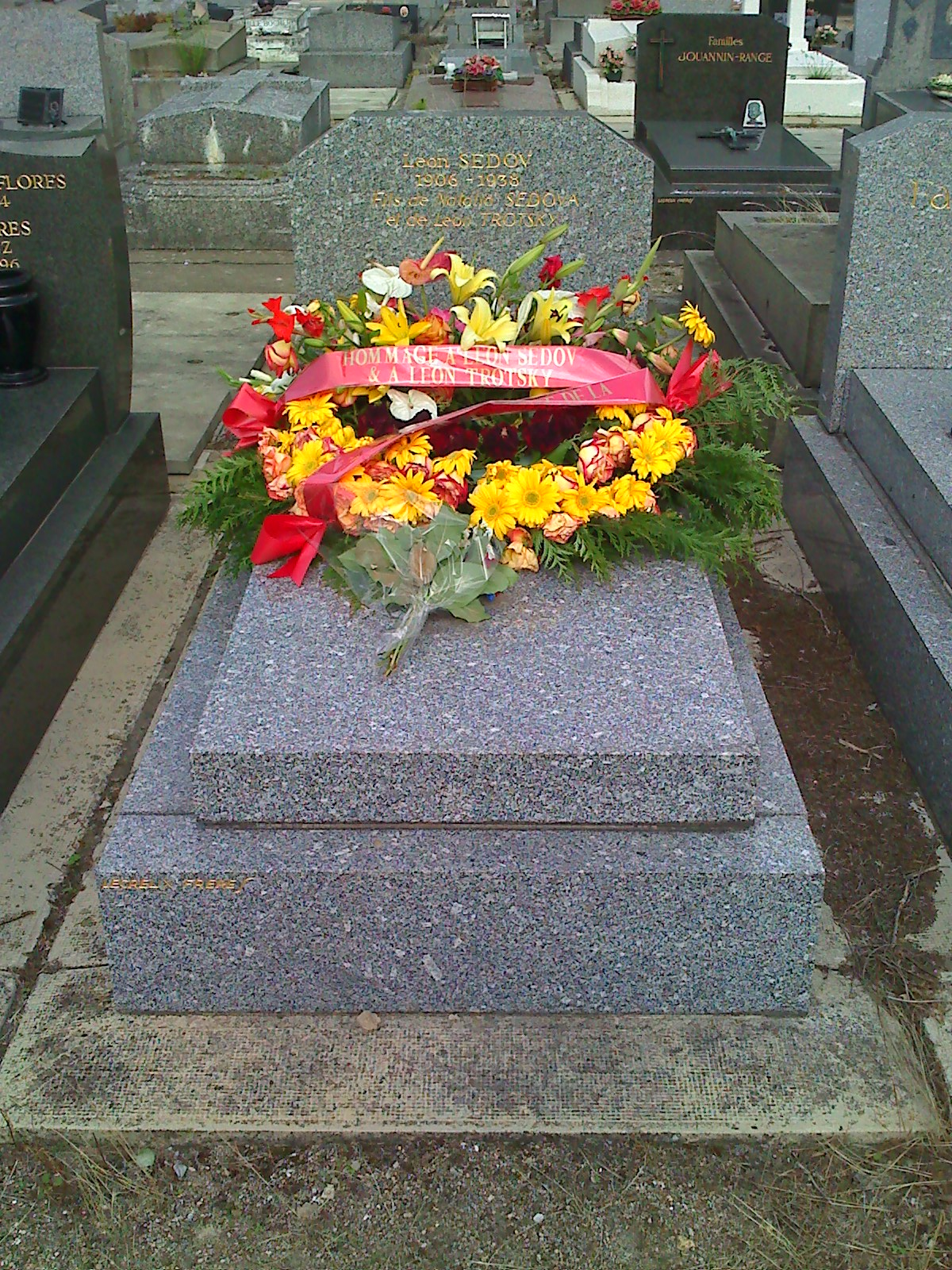
Могила Льва Седова в Тье

Лев Льво́вич Седо́в (24 февраля 1906 года, Санкт-Петербург — 16 февраля 1938 года, Париж) — старший сын Льва Троцкого от сожительства с Натальей Седовой.

## Биография
После революции воспитывался вне отцовского дома, самостоятельно стал активным участником троцкистского движения.
По свидетельству дочери соратника Троцкого Адольфа Иоффе: «Лев Седов (взявший фамилию матери), поступив в институт, вообще ушёл из дома, жил в общежитии, не желая пользоваться никакими преимуществами, которые могли бы ему дать громкое в то время имя отца, не желая ничем выделяться среди своих ровесников и друзей. И дома у него были с этим согласны».
Член РКСМ с 1919 года. Учился в МВТУ, с середины 1920-х годов принадлежал к Левой оппозиции, за что в 1928 году исключён из комсомола. Последовал за отцом в ссылку в Алма-Ату, сопровождал его при высылке за рубеж.
С 1929 года сначала в Берлине, а затем в Париже — редактор-издатель «Бюллетеня оппозиции». Второй Московский процесс в январе 1937 года постановил, что Троцкий и Седов в случае их обнаружения на территории СССР подлежат немедленному аресту. Был одним из главных объектов деятельности парижской резидентуры НКВД.

## Семья
- 1-й брак — Анна Самойловна Рябухина-Седова (1899—1938, расстр.[3])
  - сын — Лев Львович Седов-Рябухин (род.1927—?). Жил с дядей, Сергеем Седовым, и его первой женой, Ольгой Гребнер[4]. Его судьба неизвестна.
- 2-й брак (гражданский) — Жанна Седова, урождённая Мартин, ранее Жанна Молинье (исп. Jeanne Martin Molinier) во время замужества за Раймоном Молинье.

Младший брат — Сергей Седов.

## Смерть
Лев Седов умер после операции по поводу аппендицита в русской клинике в Париже. Большинство политических сторонников Троцкого считает, что Седов был либо убит сталинскими агентами в больнице, либо отравлен ими ранее (до операции он болел уже около года). В 1956 году агент НКВД, внедрённый в 1930—1940-е годы в троцкистское движение, Марк Зборовский, дал показания в американском суде, согласно которым это он тайно устроил Седова в небольшую клинику, принадлежавшую русским эмигрантам, и сообщил о её местонахождении своему руководству. Однако Павел Судоплатов, отвечавший в это время за проводимые НКВД ликвидации врагов СССР за рубежом (в том числе за ликвидацию самого Троцкого), писал в своих мемуарах, что к смерти Седова советские агенты не имели отношения.